# Njegoševo
Njegoševo (cyr. Његошево) – wieś w Serbii, w Wojwodinie, w okręgu północnobackim, w gminie Bačka Topola. W 2011 roku liczyła 534 mieszkańców.